# Was Gott tut, das ist wohlgetan (BWV 99)

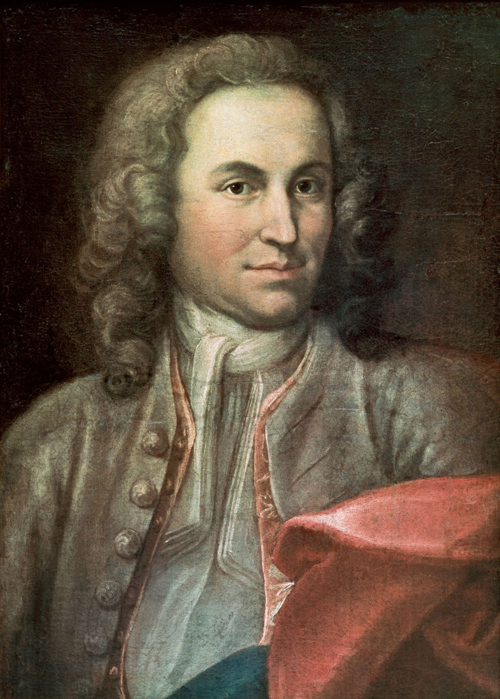
Johann Sebastian Bach

Was Gott tut, das ist wohlgetan (BWV 99) is een religieuze cantate van Johann Sebastian Bach. Het is de oudste van de drie cantates die bewaard zijn gebleven die Bach gecomponeerd heeft op het destijds bekende koraal Was Gott tut, das ist wohlgetan geschreven door Samuel Rodigast. De andere twee cantates zijn BWV 98 en BWV 100.

## Programma
De cantate is geschreven voor de vijftiende zondag na Trinitatis en werd voor het eerst uitgevoerd op 17 september 1724 in Leipzig.
De tekst van de cantate sluit aan bij de Bijbellezingen voor deze zondag, te weten:
- Galaten 5:25 - Galaten 6:10 (over de vruchten van de Geest)
- Matteüs 6:23-34

## Tekst
De tekst van het openingskoor en het slotkoraal komen overeen met het eerste en zesde (en laatste) couplet van het eerder genoemde koraal van Rodigast. De tussenliggende recitatieven en aria's zijn vrije bewerkingen van het tweede tot en met het vijfde couplet van deze koraal. Wie de bewerkingen heeft uitgevoerd, is onbekend.
1. Koor: "Was Gott tut, das ist wohlgetan"
2. Recitatief (bas): "Sein Wort der Wahrheit stehet fest"
3. Aria (tenor): "Erschüttre dich nur nicht"
4. Recitatief (alt): "Nun, von Ewigkeit"
5. Aria (duet (alt, sopraan)): "Wenn des Kreuzes Bitterkeiten"
6. Koraal (koor): "Was Gott tut, das ist wohlgetan"

## Muzikale bezetting
De zang wordt uitgevoerd door de vier solisten en volledig koor. Het orkest bestaat uit twee violen, een altviool, hoorn, hobo d'amore, traverso en basso continuo. Opvallend is dat de traverso (een voorloper van de dwarsfluit) in drie stukken een opvallende partij speelt. In de zomer van 1724 componeerde Bach een grote rol voor de traverso in meerdere cantates, zoals BWV 94, BWV 113 en BWV 114. Men neemt tegenwoordig aan dat Bach in deze periode de beschikking had over een zeer talentvolle fluitist. Er wordt daarbij gedacht aan de toenmalige rechtenstudent Friedrich Gottlieb Wild. Bach heeft Wild in 1724 leren kennen en heeft hem enige tijd muziekles gegeven. Een door Bach geschreven aanbevelingsbrief uit 1727 is bewaard gebleven. Het is ook mogelijk dat de traversopartijen in deze cantates studies waren voor de door Bach gecomponeerde Sonate voor fluit en continuo (BWV 1034).

## Toelichting
De muziek van de cantate is over het algemeen vrolijk, wat uiteraard past bij de tekst van de cantate die vertelt dat de mens erop kan vertrouwen dat "alles wat God doet, goed is". Opvallend in het openingskoor is dat het muzikale intro wat langer duurt dan normaal: nadat de instrumenten het thema hebben geïntroduceerd zet normaal bij een koraalcantate het koor in, waarbij de sopranen in lange noten de koraalmelodie zingen. In deze cantate wordt het thema geïntroduceerd door de strijkers en het basso continuo, maar zetten de overige instrumenten in wanneer de zang verwacht wordt. Na een paar maten volgt alsnog het koor. Bach zou dit openingskoor later hergebruiken bij het schrijven van gelijknamige cantate BWV 100. Het basrecitatief Sein Wort der Wahrheit stehet fest begint als een typisch secco-recitatief waarbij enkel basso continuobegeleiding enkele woorden accentueert, maar de tekst voor rest a capella gezongen wordt. Aan het einde van het recitatief gaat de muzikale begeleiding langzaam over in een continue begeleiding. Hiermee wordt een accent gelegd op het woord wenden, waarbij de muzikale beleiding dan omhoog en omlaag gaat. De tenoraria Erschüttre dich nur nicht valt vooral op door de solopartij van de traverso, die een contrapunt speelt ten opzichte van de tenor. Het altrecitatief Nun, von Ewigkeit heeft dezelfde opbouw als het eerdere basrecitatief: de muzikale begeleiding door het basso continuo begint weer secco en wordt continu bij de laatste zin. De aria Wenn des Kreuzes Bitterkeiten is een duet tussen de alt en de sopraan, maar ook de traverso "duetteert" met de hobo d'amore. De cantate eindigt zoals gebruikelijk met een koraalcantate met een vierstemminge koorwerking van het laatste couplet van het koraal.